# Lyubov Mukhachyova
Lyubov Alekseyevna Mukhachyova (en russe: Любо́вь Алексе́евна Мухачёва, née le 23 juillet 1947 à Staraïa Roussa) est une fondeuse soviétique active dans les années 1970. Elle a obtenu le titre olympique du relais 3 x 5 km aux Jeux olympiques d'hiver de 1972 à Sapporo et a également terminé 4e au 10 km et 6e au 5 km lors de ces mêmes Jeux.